# Kjell Holmström
Kjell Albrekt Oliver Holmström (ur. 8 lipca 1916 w Myckle, zm. 14 marca 1999 w Sztokholmie) – szwedzki bobsleista, brązowy medalista mistrzostw świata.

## Kariera
Największy sukces w karierze Kjell Holmström osiągnął w 1953 roku, kiedy wspólnie z Janem de Man Lapidothem, Walterem Aronssonem i Nilsem Landgrenem zajął trzecie miejsce w czwórkach podczas mistrzostw świata w Garmisch-Partenkirchen. Był to jednak jego jedyny medal wywalczony na międzynarodowej imprezie tej rangi. W 1952 roku wystartował na igrzyskach olimpijskich w Oslo, zajmując ósme miejsce w dwójkach i szóste w czwórkach. Na rozgrywanych cztery lata później igrzyskach w Cortina d’Ampezzo był trzynasty w czwórkach. Brał również udział w igrzyskach olimpijskich w Innsbrucku w 1964 roku, gdzie rywalizację w czwórkach ukończył na jedenastej pozycji.